# مهرجان جالي الادبي
مهرجان جالي الأدبي هو مهرجان أدبي دولي يقام سنويًا في جالي ، سريلانكا . في السنوات الأخيرة ، ازدادت صورة المهرجان بشكل كبير ، حيث حضره العديد من الكتاب المشهود لهم دوليًا والمعروفين. في عام 2012 كان الراعي الرئيسي للمهرجان هو HSBC .
تأسس المهرجان في عام 2005 من قبل صاحب الفندق الأنجلو-أسترالي جيفري دوبس ، ومن بين الكتاب الذين حضروا المهرجان دي جي تايلور وروشي فيرناندو .  ساشي ثارور وشيام سيلفادوراي إلخ.
ومع ذلك ، في عام 2011 ، واجه المهرجان انتكاسة عندما قاطع عدد من الكتاب المحترمين بما في ذلك كيران ديساي والحائز على جائزة الرواية أورهان باموك الحدث للاحتجاج على تورط الحكومة السريلانكية المزعومة في الهجمات على الصحفيين والكتاب. 
ومن بين الكتاب والموسيقيين المشهورين في المهرجانات السابقة توم ستوبارد ومايكل موربورغو ومادهور جافري وجوليان بارنز ريتشارد دوكينز وسيمون سيباغ مونتفيوري وديفيد طومسون وجيسون كوتشاك
لم يقام المهرجان في عام 2013 بسبب اعتلال صحة جيفري دوبس
يعد المهرجان الآن أحد المهرجانات الأدبية الرائدة في آسيا ، وقد وسع مهرجان 2018 نطاق اختصاصه ليشمل المسارات الفنية والطهي والكباريه والموسيقى. على الرغم من غياب لويس دي بيرنييه (بسبب اعتلال صحته) ، فقد حضر الفعاليات جمهور متحمس. مثل المؤلفون الدوليون بشكل جيد سيباستيان فولكس وألكسندر ماكول سميث وريتشارد فلاناغان . مثل الشاعر سونيت مونديال والروائي سيدهارث داسغوبتا الأدب الهندي الآتي.
تضمنت الأحداث الأخرى: حديث من ديم ماغي سميث ، كباريه من ديلي كيني ، عرض ازياء بياتريس فون تريسكو ، من معرض صور لكريس دوز موسيقى من فرقة بنجلاديشية

## روابط خارجية
- مهرجان جالي الأدبي
- برنامج المهرجان